# Markus Bollmann
Markus Bollmann (* 6. Januar 1981 in Beckum) ist ein ehemaliger deutscher Fußballspieler, der heute als -trainer in Erscheinung tritt.

## Spieler
Der Innenverteidiger Bollmann kam zur Saison 2000/01 von der SpVg Beckum zum damaligen Oberligisten SC Paderborn 07. 2001 stieg Bollmann mit dem SCP in die Regionalliga Nord und 2005 in die Zweite Bundesliga auf. In der Sommerpause 2006 wechselte Bollmann zum Bundesligisten Arminia Bielefeld. Dort kam er nach der Eingewöhnungszeit in der zweiten Saisonhälfte 2006/07 regelmäßig zum Einsatz, so dass er im Mai 2009 seinen Vertrag bei der Arminia, der sowohl für die 1. als auch 2. Bundesliga galt, bis 2012 verlängerte. Nach dem Abstieg der Arminia in die 3. Liga wechselte Bollmann zum ehemaligen Ligakonkurrenten MSV Duisburg.
Es folgte ein Jahr mit Höhen und Tiefen, in dem er auf lediglich elf Spiele kam. Nach einer langwierigen Adduktorenverletzung verzögerte sich sein Comeback durch eine Knochenhautentzündung. In der Vorbereitung auf die Saison 2012/13 erlitt der 31-Jährige im Training einen Mittelfußbruch, wodurch er erneut eine komplette Hinrunde ausfiel. Zur Saison 2014/15 wechselte Bollmann zum Regionalligisten SC Wiedenbrück 2000. Anfang 2016 traf Bollmann in Absprache mit seinen Ärzten aufgrund einer Entzündung der linken Gehirnhälfte die Entscheidung, nach 16 Jahren im bezahlten Fußball gesundheitsbedingt aufzuhören.

## Trainer
Im Sommer 2017 wurde Markus Bollmann Trainer des Kreisligisten VfL Sassenberg, den er 2019 wieder verließ. In der Saison 2019/20 fungierte er als Co-Trainer des Westfalenligisten TSV Victoria Clarholz. Zumindest seit der Saison 2022/23 ist er Trainer des Kreisligaklubs RW Vellern (Stand: November 2024).

## Familie
Sein Bruder Maik (* 1988) ist ebenfalls Fußballspieler, brachte es jedoch nie über den Amateurfußball hinaus.